# 佛羅里達州第十三國會選區
佛羅里達州第十三國會選區是美国佛罗里达州的國會選區之一，現任聯邦眾議員為民主黨的安娜·保利娜·露娜。